# Hiperbibasmo
Hiperbibasmo consiste na deslocação não de um fonema mas do acento tónico. Este fenómeno compreende dois tipos de transposição:
- sístole, quando o acento tónico sofre um recuo:
  - pantanu > pântano
  - campana > campa
  - idolu > ídolo

- diástole, quando, inversamente, o acento tónico sofre um avanço:
  - límite > limite
  - tênebra > tenebra